# Xã Leeds, Quận Murray, Minnesota
Xã Leeds (tiếng Anh: Leeds Township) là một xã thuộc quận Murray, tiểu bang Minnesota, Hoa Kỳ. Năm 2010, dân số của xã này là 210 người.